# Kambuzia Partovi
Kambuzia Partovi (pers. کامبوزیا پرتوی; ur. 11 listopada 1955 w Raszcie, zm. 24 listopada 2020 w Teheranie) – irański reżyser i scenarzysta filmowy i telewizyjny.

## Biografia
Urodził się w mieście Raszt w Iranie nad Morzem Kaspijskim. Po studiach sztuk teatralnych, pisał głównie scenariusze do seriali telewizyjnych.
W 1988 roku zadebiutował w filmie „Golnar”. Jego film „Cafe Transit” z 2007 roku, który otrzymał specjalne wyróżnienie na festiwalu filmowym Mar del Plata, został wybrany przez Iran jako kandydat do Oscara w kategorii najlepszy film nieanglojęzyczny.
Pisał scenariusze dla innych reżyserów, przede wszystkim dla Kręgu Dżafara Panahiego. W 2013 roku zagrał i współreżyserował „Closed Curtain”. Partovi szkolił i wspierał wielu irańskich artystów i twórców filmowych, w szczególności Bahmana Ghobadiego.
Zmarł 24 listopada 2020 roku z powodu COVID-19, miał 64 lata.

## Filmografia

### Reżyser
- 1988: Golnar
- 1989: Mahi
- 1990: The Singer Cat
- 1994: Afsaneh do khahar
- 2005: Café Transit
- 2013: Closed Curtain

### Scenarzysta
- 1988: Shirak
- 1994: Afsaneh do khahar
- 2000: Krąg
- 2002: Istgah-Matrouk
- 2004: Ziemia i popioły
- 2005: Yek shab
- 2015: Muhammad: The Messenger of God

## Nagrody i wyróżnienia
- 1989: Nagroda UNICEF
- 2006: Nagroda FIPRESCI
- 2006: Specjalne wyróżnienie na festiwalu filmowym Mar del Plata